# Walter Espinoza
Walter Edén Espinoza Fernández (Managua, 6 de diciembre de 1979) es un político nicaragüense del Partido Liberal Constitucionalista (PLC). 

## Biografía
Nacido en el barrio de Edgar Lang en el seno de una familia pobre,se dedicaba a subsistir vendiendo alimentos por varios puntos de Managua por largas horas. En 1996 se unió a las juventudes del Partido Liberal Constitucionalista (PLC). Estudió Administración Turística y Hotelera en la Universidad de Managua.
En las elecciones municipales de 2012 fue electo concejal por Managua. Cuatro años después, en las elecciones parlamentarias, fue electo diputado de la Asamblea Nacional.
En agosto de 2021 fue designado como candidato del PLC para las elecciones presidenciales de ese año. Espinoza obtuvo en aquellos comicios un 14,15% de los votos y el segundo lugar, siendo derrotado por el presidente Daniel Ortega. Se le acusó de ser uno de los "falsos candidatos electorales" del gobierno de Ortega. Después de las elecciones pasó a la clandestinidad.
En el momento del reembolso electoral,dijo que su organización política no había recibido el reembolso, aunque dijo desconocer sobre los gastos en los que había incurrido el PLC en su campaña, cito atrasos en el proceso de juramentación pero que deben reentregarles el pago.
El diputado se manifestó en contra de la decisión gubernamental de disolver la Academia Nicaragüense de la Lengua, lamentando que dicha entidad ayudó a un sinnúmero de jóvenes.